# Lista siturilor arheologice din județul Sălaj - F
Lista siturilor arheologice din județul Sălaj - F conține toate siturile arheologice din județul Sălaj înscrise în Repertoriul Arheologic Național (RAN) și aflate în localități al căror nume începe cu litera F. RAN este administrat de Ministerul Culturii și Patrimoniului Național și cuprinde date științifice, cartografice, topografice, imagini și planuri, precum și orice alte informații privitoare la zonele cu potențial arheologic, studiate sau nu, încă existente sau dispărute.
Puteți căuta un sit din localitățile care încep cu litera F folosind formularul de mai jos sau puteți naviga prin toate siturile din județ la Lista siturilor arheologice din județul Sălaj.
| Cod RAN                                   | Denumire | Localitate                            | Adresă                                                           | Datare               | Descoperit | Coordonate | Imagine           | Erori            |
| ----------------------------------------- | --- | ------------------------------------- | ---------------------------------------------------------------- | -------------------- | ---------- | ---------- | ----------------- | ---------------- |
| 142391.01.01 (Cod LMI: SJ-I-m-B-04892.01) | Turnul roman de la Fălcușa - "Muchia Poienii Lupului" / ansamblu anonim (Categorie: fortificație) (Tip: Turn)                                                             | sat Fălcușa, comuna Poiana Blenchii   | Muchia Poienii Lupului                                           | romană sec. II - III |            |            | Încărcați imagine | Raportați eroare |
| 142104.01.01 (Cod LMI: SJ-I-s-B-04893)    | Așezarea din epoca romană de la Fetindia - "Coasta Ciungii" / ansamblu anonim (Categorie: locuire civilă) (Tip: Așezare)                                                  | sat Fetindia, comuna Meseșenii de Jos | Coasta Ciungii                                                   | sec. II-IV p. Chr.   |            |            | Încărcați imagine | Raportați eroare |
| 142355.01                                 | Topor eneolitic la Făgetu (Categorie: descoperire izolată) (Tip: obiect izolat)                                                                                           | sat Făgetu, comuna Plopiș             |                                                                  |                      |            |            | Încărcați imagine | Raportați eroare |
| 141198.01.01                              | Așezarea neolitică de la Fodora - Vârful Cetății / ansamblu anonim (Categorie: locuire civilă) (Tip: Așezare)                                                             | sat Fodora, comuna Gâlgău             | Vârful Cetății                                                   |                      |            |            | Încărcați imagine | Raportați eroare |
| 141090.01                                 | Nucleu neolitic din obsidian de la Fildu de Jos (Categorie: descoperire izolată) (Tip: obiect izolat)                                                                     | sat Fildu de Jos, comuna Fildu de Jos |                                                                  |                      |            |            | Încărcați imagine | Raportați eroare |
| 142104.02                                 | Unelte neolitice la Fetinda- Grădina casei nr. 69 (Categorie: descoperire izolată) (Tip: obiect izolat)                                                                   | sat Fetindia, comuna Meseșenii de Jos | Grădina casei nr. 69                                             |                      |            |            | Încărcați imagine | Raportați eroare |
| 141054.01                                 | Topor neolitic la Fântânele (Categorie: descoperire izolată) (Tip: obiect izolat)                                                                                         | sat Fântânele, comuna Dragu           |                                                                  |                      |            |            | Încărcați imagine | Raportați eroare |
| 142391.02.01 (Cod LMI: SJ-I-m-B-04892.02) | Turnul roman de la Fălcușa - "Țâgla Fălcușului" / ansamblu anonim (Categorie: fortificație) (Tip: Turn)                                                                   | sat Fălcușa, comuna Poiana Blenchii   | Țâgla Fălcușului                                                 | sec. II - III        |            |            | Încărcați imagine | Raportați eroare |
| 142104.03.01                              | Așezarea de epocă romană de la Fetindia - Pășune / ansamblu anonim (Categorie: locuire) (Tip: așezare)                                                                    | sat Fetindia, comuna Meseșenii de Jos | Pășune                                                           | sec. II-IV           |            |            | Încărcați imagine | Raportați eroare |
| 142140.01.01                              | Așezarea dacică de la Firminiș - Haltă / ansamblu anonim (Categorie: locuire) (Tip: așezare)                                                                              | sat Firminiș, comuna Mirșid           | Haltă                                                            | sec. II-I            |            |            | Încărcați imagine | Raportați eroare |
| 141198.02.01                              | Așezarea din epoca bronzului de la Fodora - Vârful Cetății, Chelemenescu si Fața cea Brudărească / Brudească / ansamblu anonim (Categorie: locuire civilă) (Tip: așezare) | sat Fodora, comuna Gâlgău             | Vârful Cetății, Chelemenescu si Fața cea Brudărească / Brudească |                      |            |            | Încărcați imagine | Raportați eroare |